# Mouth Harp Blues
Mouth Harp Blues — студійний альбом американського блюзового музиканта Шейкі Джейка, випущений лейблом Bluesville Records у 1961 році. 

## Опис
Чиказький губний гармоніст Шейкі Джейк вирушив вдруге на Bluesville Records, дочірній лейбл Prestige Records, аби записати студійний альбом.
Сесія звукозапису проходила 19 листопада 1960 року на студії Van Gelder Studio в Енлвуд-Кліффсі (Нью-Джерсі), оператором був відомий інженер Руді Ван Гелдер. Шейкі Джейку (вокал, губна гармоніка) акомпанували музиканти з Prestige: гітарист Джиммі Лі (Робінсон), піаніст Роберт Бенкс, контрабасист Леонард Гаскін і ударник Джуніор Блекмон.
Альбом складається з 10 композицій, що тривають близько 36 хв.

## Список композицій
1. «Mouth Harp Blues» (Шейкі Джейк Гарріс) — 5:00
2. «Love My Baby» (Шейкі Джейк Гарріс) — 3:15
3. «Jake's Cha Cha» (Шейкі Джейк Гарріс) — 2:05
4. «Gimme a Smile» (Шейкі Джейк Гарріс) — 4:25
5. «My Broken Heart» (Шейкі Джейк Гарріс) — 3:10
6. «Angry Love» (Арманд «Джамп» Джексон) — 3:00
7. «Things Is Alright» (Шейкі Джейк Гарріс) — 2:15
8. «Easy Baby» (Шейкі Джейк Гарріс) — 5:00
9. «Things Are Different Baby» (Оззі Кадена) — 5:15
10. «It Won't Happen Again» (Шейкі Джейк Гарріс) — 2:10

## Учасники запису
- Шейкі Джейк  — вокал, губна гармоніка
- Джиммі Лі — гітара
- Роберт Бенкс — фортепіано
- Леонард Гаскін — контрабас
- Джуніор Блекмон — ударні

Технічний персонал
- Руді Ван Гелдер — інженер звукозапису
- Джо Голдберг — текст до обкладинки